# گسترش اسلام
گسترش امپراتوری مسلمان در سال‌های پس از درگذشت پیامبر آن منجر به ایجاد خلافت‌ها شد. این خلافت‌های اولیه، در پیوند با اقتصاد و دادوستد اسلامی و گسترش بعدی امپراتوری عثمانی، منجر به انتشار اسلام از مکه به سوی اقیانوس‌های اطلس و آرام و ایجاد جهان اسلام شد. دادوستد نقش مهمی در انتشار اسلام در بخش‌های زیادی از جهان به ویژه جنوب شرق آسیا شد.
به تاریخ ژانویه ۲۰۱۱، ۱٫۶۲ میلیارد مسلمان در جهان وجود داشته‌اند که اسلام را دومین دین بزرگ جهان می‌کند.

## دلایل موفقیت و گسترش دین اسلام
کلمه اسلام در زبان عربی از خانواده کلمه تسلیم است. اسلام یعنی چیزی را بدون مقاومت پذیرا باشیم. براساس بینش اسلام، دگرگونی‌های اجتماعی براساس سنت‌هایی واقع می‌شود؛ همچون رشد و سقوط ملت‌ها، قدرت و ناتوانی آنان، سلطه گروه‌های خاص و صلاح و فساد جامعه و … همه تابع قوانینی در همان جامعه و در روابطش با جوامع دیگر است. حوادث تاریخی بی‌اساس و تصادفی نیست و بر طبق قانون اتفاق می‌افتد. آغاز اسلام از سرزمین عربستان بود. این سرزمین در آن زمان علم، ثروت، فرهنگ و اقتصاد پیشرفته‌ای نداشت و مردم در آنجا به‌صورت قبیله‌ای زندگی می‌کردند. این سرزمین با حکومت‌هایی قدرتمند همسایه و رابطهٔ این سرزمین با اطراف بسیار کم بود. نهضت اسلام در یک خلاء نسبی سیاسی به‌وجود آمد و هر نهضتی که بتواند در ناحیه‌ای با این شرایط پایه‌گذاری شود امید به موفقیت بیشتری دارد. از دو نظر می‌توان عوامل گسترش نهضت اسلام را بررسی کرد:
- اثری که این نهضت بر روی مردم عربستان داشت.
- اثری که این نهضت بر سرزمین‌های اطراف خود گذاشت.

### عوامل موفقیت اسلام
عوامل موفقیت اسلام در گسترش سیطره‌اش عبارتند از:
1. ایمان قاطع: پیامبر اسلام به کار خود ایمان قاطع داشت. ایمان قاطع عامل مهمی در موفقیت هر جنبشی است.
2. لیاقت و کاردانی: پیامبر در کار خود بصیرت و کاردانی داشت. او فردی متخصص بود و در هرزمان می‌دانست که چه روشی به صلاح اسلام است.
3. عدم درماندگی: پیامبر در طول نهضت با حوادث مختلفی رودررو شد؛ اما او با متانت و بردباری تمام حوادث را پشت سر گذاشت. برای نمونه، در جریان صلح حدیبیه پیامبر به مسلمانان گفت که امسال به حج می‌رود. مسلمانان خود را برای این مراسم آماده کرده بودند اما کفار مکه نگذاشتند که پیامبر و مسلمانان به مکه بروند. مسلمانان تصمیم به جنگ گرفتند؛ اما با آنکه کفار قوانین صلح قبلی را نقض کردند، پیامبر با آنان صلح کرد.
4. ملاحظهٔ شرایط خاص سیاسی: پیامبر در طول مدت نهضت اسلام ملاحظهٔ شرایط سیاسی را می‌کرد و فقط دو مورد دعوا بین مسلمانان و غیر مسلمانان رخ داد. مسلمانان در سال‌های اول بعثت نمی‌توانستند در خانه‌های خود یا در کنار کعبه نماز بخوانند؛ زیرا بت پرستان آنها را مسخره می‌کردند. آنان برای اقامه نماز به کوهستان‌های اطراف می‌رفتند. روزی سعد ابن ابی وقاص و چند تن از مسلمانان درحال خواندن نماز بودند که ابوسفیان و چند تن از کفار از آنجا رد شدند و شروع به تمسخر آنان کردند؛ اما مسلمانان به آنها اهمیتی ندادند. کفار شروع به پرتاب سنگ کردند. سعد برای دفاع از خودش با چوبی از استخوان شتر به کفار حمله کرد. از این حادثه در تاریخ اسلام به عنوان اولین خونی که برای دفاع از مسلمانان ریخته شد نام برده شده‌است. این برخوردها به عنوان جنگ محسوب نمی‌شد. در آن زمان در محیط عربستان هرکسی عضو یک قبیله بود یا بین او و آن قبیله قراردادی وجود داشت، کسی به او تعرض نمی‌کرد. پیامبر زمانی که در مکه بود و تا ابوطالب زنده بود در پناه او بودند و همچنین در پناه آن دسته از قریش بود که ارتباط خوبی با بنی هاشم داشتند. زمانی‌که ابوطالب فوت کرد و ابولهب بزرگتر خاندان بنی هاشم شد، به مخالفت با پیامبر پرداخت. پیامبر تصمیم گرفت که پشتوانه جدیدی برای خود پیدا کند اما چون موفق نشد، مقدمات مهاجرت به مدینه را فراهم کرد.
5. جواب قطعی به مسائل روز: پیامبر همواره به مسائلی که به او می‌گفتند، جواب روشن می-داد. در طول ۱۳ سالی که پیامبر در مکه بود، مسائلی مانند چگونگی عبادت خداوند، نماز، روزه، مسائل اخلاقی و مبارزه با شرک و خودپرستی و این گونه مسائل مطرح شد و جنبه‌های سیاسی در آن کم بود. زمانی‌که پیامبر به مدینه آمد مسائل جدیدی مطرح شد. پیامبر در هر زمانی راه حل قاطع و روشنی برای هر مسئله داشت.
6. منادی آزادی بودن: یکی از مسائلی که در موفقیت اسلام بسیار مؤثر بود، این است که پیامبر منادی آزادی، عدالت و برابری بود.
7. پیدایش اسلام در یک خلاء سیاسی- اجتماعی: پیامبر نهضت اسلام را در یک خلاء نسبی سیاسی و اجتماعی به‌وجود آورد. او زمانی‌که دعوت اسلام را آغاز کرد، تحت حمایت ابوطالب بود و کسی به خود اجازه نمی‌داد که قصد جان او را بکند. در شب هجرت، کفار از هرقبیله ای یک نفر را انتخاب کردند تا پیامبر را به قتل برسانند و همهٔ قبائل در این قتل سهیم باشند. آنها زمانی این تصمیم را گرفتند که پیامبر به سمت مدینه رفته بود. در سال ششم هجرت، زمانی‌که بین مسلمانان و کفار مکه قرار داد صلح منعقد شده بود، پیامبر به فرماندار حیره، فرماندار غسان و اردن، فرماندار یمن، پادشاه حبشه، پادشاه مصر، امپراتور روم و امپراتور ایران نامه نوشت و آنان را به اسلام دعوت کرد. وقتی نامه پیامبر به خسرو پرویز (امپراتور ایران) رسید، او از اینکه پیامبر اسم خود را قبل از اسم خسرو پرویز آورده بود، بسیار عصبانی شد و نامه را پاره کرد. او اطلاعات بسیار اندکی دربارهٔ پیامبر داشت به‌همین دلیل به باذان (حاکم یمن) دستور داد دو نفر را به یثرب بفرستد تا پیامبر را دستگیر کنند و پیش او بیاورند. هراکلیوس که در آن زمان امپراتور روم شرقی بود با آنکه ارتباط زیادی با عربستان داشت، اطلاعات بسیار اندکی دربارهٔ پیامبر داشت. هنگامی‌که نامه پیامبر به او رسید گفت: «ببینید از اعرابی که برای تجارت به شام می‌آیند آیا کسی هست تا دربارهٔ محمد از او اطلاعاتی کسب کنم.» این نشان‌دهندهٔ بی‌اعتنایی حکومت‌های همسایه نسبت به عربستان بود.

به‌طور کلی می‌توان گفت که ایدهٔ جدید در یک جامعه به‌شرطی می‌تواند موفق شود که برای تبیین مسائل روز قدرت کافی داشته باشد. اسلام نهضت جامعی بود که توسط فردی قاطع و با اتکا به ایمان رهبری می‌شد که در تحمل مشکلات با مردم سهیم بود.

## نگارخانه